# استاکتن (جورجیا)
استاکتن (به انگلیسی: Stockton) یک منطقهٔ مسکونی در ایالات متحده آمریکا است که در شهرستان لنیر، جورجیا واقع شده‌است.